# Saül

Gmina Saul na mapie Gujany Francuskiej

Saül – wioska i gmina w Gujanie Francuskiej (departament zamorski Francji); 153 mieszkańców (2011).

## Połączenia

### Połączenia drogowe i kolejowe
Otoczony gęstym lasem równikowym, Saül nie posiada połączenia drogowego ani kolejowego z innymi miastami Gujany. 

### Połączenia lotnicze
Saül dysponuje wybudowanym w latach 1953–1954 lotniskiem. Transport lotniczy zapewnia połączenie wioski z resztą kraju. Trasę tę obsługuje linia lotnicza Air Guyane Express.

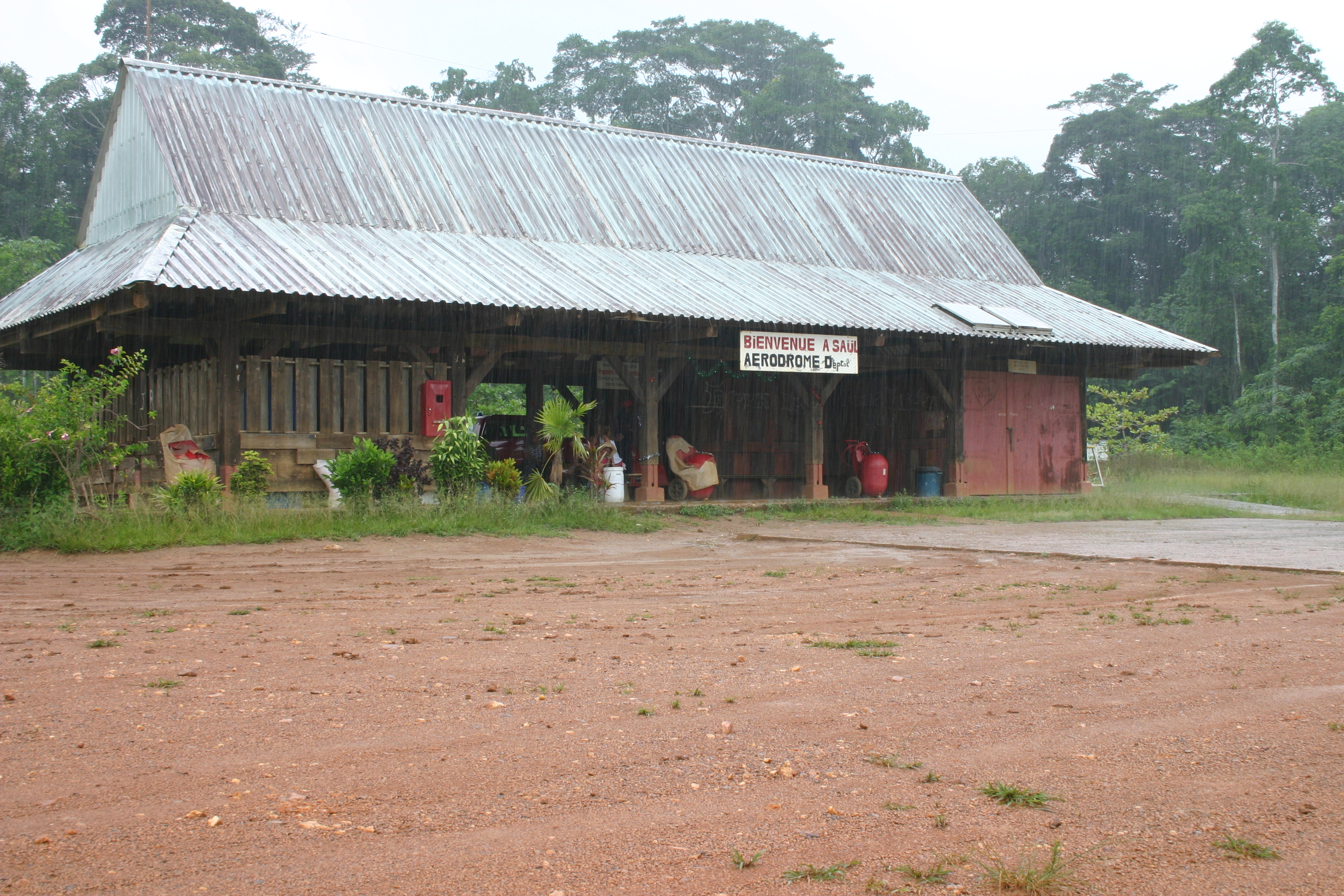
Terminal lotniczy przy pasie lotniskowym w Saül

## Klimat
Klimat zwrotnikowy, charakteryzuje się stałą, wysoką temperaturą, dużą gęstością powietrza i gęstymi opadami. 

## Gospodarka

### Przemysł wydobywczy
W czerwcu 2008 roku agencja REXMA złożyła wniosek o pozwolenie na wydobycie złota w rejonie miasta. Ostateczne wydanie pozwolenia przez francuski rząd nastąpiło w październiku 2012 roku. Decyzja ta spotkała się z krytyką miejscowych działaczy, organizacji i związków, upatrujących w niej zagrożenie dla chronionej w Gujanie Francuskiej strefie lasu równikowego. Sugeruje się także, że wydobycie doprowadziłoby do skażenia lokalnych źródeł wodnych i zniszczenia części Narodowego Parku Gujany Francuskiej.

### Turystyka
Turystyka ekologiczna i naukowa jest główną gałęzią dochodu tej niewielkiej osady. W Saül znajduje się także Kościół św. Antoniego z Padwy, który od 1993 został wpisany w rejestr zabytków francuskich. Wokół miasteczka wytyczone są również trasy różnej długości i trudności przeznaczone do pieszych wędrówek. Znajduje się tam także hotel Les Eaux Claires.

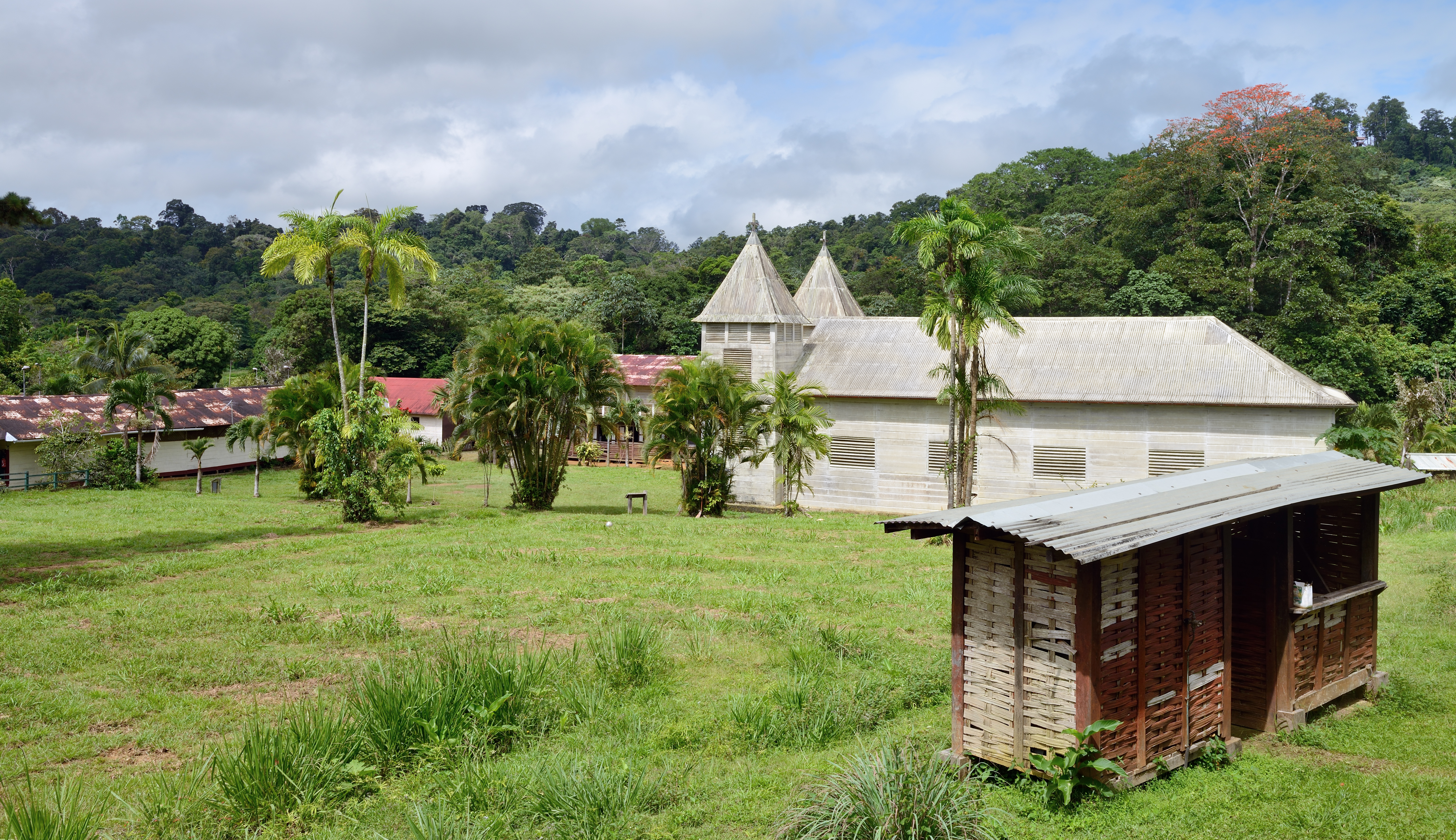
Centrum miasta z kościołem św. Antoniego w tle

### Elektryczność
Saül nie ma połączenia liniami wysokiego napięcia z resztą Gujany. Wytwarzana od końca lat osiemdziesiątych elektryczność dostarczana jest mieszkańcom osady za pośrednictwem paneli słonecznych.